# Radio Italia Summer Hits 2016
Radio Italia Summer Hits 2016 è una compilation di Radio Italia pubblicata il 10 giugno 2016 da Solomusicaitaliana e distribuita da Sony Music.

## Tracce

### CD 1
1. J-Ax e Fedez – Vorrei ma non posto
2. Francesca Michielin – Un cuore in due
3. Marco Mengoni – Solo due satelliti
4. Lorenzo Fragola – Luce che entra
5. Luca Carboni – Happy
6. Annalisa – Se avessi un cuore
7. Biagio Antonacci – Cortocircuito
8. Zero Assoluto – Una canzone e basta
9. Emma – Il paradiso non esiste
10. Alessio Bernabei – Io e te = la soluzione
11. Malika Ayane – Blu
12. Max Gazzè – Ti sembra normale

### CD 2
1. Zucchero – Partigiano reggiano
2. Alessandra Amoroso – Vivere a colori
3. Vasco Rossi – Il blues della chitarra sola
4. Tiromancino – Piccoli miracoli
5. Gianluca Grignani – Una strada in mezzo al cielo
6. Giusy Ferreri – Come un'ora fa
7. Rocco Hunt – Sto bene così
8. Dolcenera – 100 mila watt
9. Francesco Gabbani – Eternamente ora
10. Negramaro – L'amore qui non passa
11. Francesco Renga – Guardami amore
12. Claudia Megrè – Tu non puoi